# Grzegorz Tomala
Grzegorz Tomala (ur. 6 września 1974 w Gliwicach) – piłkarz, reprezentant Polski.
Karierę piłkarską rozpoczął w Odrze Wodzisław Śląski, z której trafił do KS 27 Gołkowice i Górnika Pszów. Następnie powrócił do Odry, gdy ta weszła do Ekstraklasy. Będąc jej zawodnikiem zaliczył szereg udanych występów. W tamtym okresie zagrał też w reprezentacji narodowej, w meczach rozegranych w Bangkoku (czerwiec 1999) z reprezentacją Nowej Zelandii i Brazylii (spotkanie nieoficjalne).